# Mobilny system operacyjny
Mobilny system operacyjny (lub mobilny OS) – system operacyjny dla smartfonów, tabletów, PDA lub innych urządzeń mobilnych.
Mobilne systemy operacyjne łączą w sobie funkcje komputera z innymi funkcjami przydatnymi dla telefonu komórkowego lub innych mobilnych urządzeń; zazwyczaj są to: ekran dotykowy, telefon, Bluetooth, WiFi, nawigacja, aparat, kamera, rozpoznawanie mowy, dyktafon, odtwarzacz muzyki, NFC i podczerwień.
Urządzenia mobilne, mające możliwość komunikacji (np. smartfony) zawierają dwa mobilne systemy operacyjne – główny program widoczny dla użytkownika uzupełniany systemem czasu rzeczywistego niskiego poziomu, który obsługuje radio i inne podzespoły. Badania wykazały, że te niskopoziomowe systemy mogą zawierać szereg luk w zabezpieczeniach pozwalając na instalację złośliwego oprogramowania, aby uzyskać wysoki poziom kontroli nad urządzeniem mobilnym.

## Oś czasu
Poszczególne etapy odzwierciedlają rozwój telefonów komórkowych i smartfonów:
- 1973–1993 – Telefony komórkowe używają systemów wbudowanych.
- 1994 – Pierwszy smartfon (IBM Simon), zawierał ekran dotykowy, e-mail i funkcję PDA.
- 1996 – Palm Pilot 1000, PDA z systemem Palm OS.
- 1996 – Pierwszy Palmtop z Windows CE.
- 1999 – Nokia S40 OS oficjalnie wprowadzony wraz z Nokią 7110.
- 2000 – Symbian zostaje pierwszym nowoczesnym mobilnym systemem operacyjnym, wraz z pierwszym urządzeniem sprzedawanym jako smartfon: Ericsson R380.
- 2001 – Kyocera 6035 jest pierwszym smartfonem z Palm OS.
- 2002 – Microsoft wprowadza pierwszy Windows CE (Pocket PC) dla smartfonów.
- 2002 – BlackBerry wypuszcza swój pierwszy smartfon.
- 2005 – Nokia wprowadza Maemo OS na pierwszy internetowy tablet N770.
- 2007 – Apple iPhone wprowadza iPhone z iOS, „telefon komórkowy” i „komunikator internetowy.”
- 2007 – Open Handset Alliance (OHA) utworzony przez Google, HTC, Sony, Dell, Intel, Motorola, Samsung, LG etc.[potrzebny przypis].
- 2008 – OHA wydaje Android (bazujący na Linux Kernel) 1.0 z HTC Dream (T-Mobile G1) jako pierwszy telefon z Androidem.
- 2009 – Palm wprowadza webOS wraz z Palm Pre. W 2012 roku urządzeń z webOS nie było już w sprzedaży.
- 2009 – Samsung ogłasza Bada OS wraz z wprowadzeniem Samsunga S8500.
- 2010 – Telefony z Windows Phone są wprowadzanie na rynek, ale nie są kompatybilne z poprzednikiem: Windows Mobile.
- 2010 – MIUI zostaje stworzone przez Xiaomi, bazuje na: Android Open Source Project(AOSP).
- 2011 – MeeGo jest pierwszym mobilnym system Linux, łączący Maemo i Moblin, wprowadzony z Nokią N9, we współpracy Nokia, Intel i Linux Foundation.
- 2011 – Samsung, Intel i Linux Foundation ogłaszają, we wrześniu 2011 roku, że będą przechodzić z Bada, MeeGo na Tizen w 2011 i 2012 roku.
- 2012 – Mozilla ogłasza w lipcu 2012 roku, że ich projekt dotychczas znany jako „Boot to Gecko” od teraz będzie nazywał się Firefox OS.
- 2013 – Canonical ogłasza Ubuntu Touch, mobilną wersję Ubuntu[2].
- 2013 – BlackBerry wydaje swój nowy system operacyjny dla smartfonów, BlackBerry 10.
- 2013 – Android KitKat 4.4.
- 2014 – Microsoft publikuje Windows Phone 8.1 w lutym 2014.
- 2014 – Xiaomi MIUI v6 w sierpniu 2014.
- 2014 – Apple wydaje iOS 8 we wrześniu 2014.
- 2014 – BlackBerry wydaje BlackBerry 10.3 z Amazon Appstore we wrześniu 2014.
- 2014 – Android 5.0 „Lollipop” w listopadzie 2014.
- 2015 – Google wydaje Android 5.1 „Lollipop” w lutym 2015.
- 2015 – Apple publikuje iOS 9 we wrześniu 2015.
- 2015 – Google wydaje Android 6.0 „Marshmallow” we wrześniu 2015.

## Aktualne platformy

### Android
Android (na bazie jądra Linux) od Google
Android do wersji 2.0 (1.0, 1.5, 1.6) jest używany wyłącznie w telefonach komórkowych. Android 2.x był głównie używany na telefonach, ale także na paru tabletach. Android 3.0 skierowany był tylko na tablety.

#### CyanogenMod
CyanogenMod bazuje na Androidzie. Jest zmodyfikowanym ROM, stworzony przy współpracy społeczności.

#### EMUI
EMUI (Emotion User Interface)- to ROM tworzony przez Huawei, bazuje na Androidzie. EMUI jest domyślnie instalowany na urządzeniach Huawei i ich submarki Honor.

#### Fire Os
Fire OS to system operacyjny, działający na Amazonie i bazujący na Androidzie. Działa na telefonach Fire, Kindle Fire, oraz Amazon Fire TV. brak w nim preinstalowanych aplikacji od Google.

#### Flyme OS
Flyme OS to system operacyjny, opracowany przez Meizu technology Co., LTD., bazuje na Androidzie. Głównie używany na smartfonach Meizu, ale obsługuje także inne urządzenia.

#### HTC Sense
HTC sense to pakiet oprogramowania, zaprojektowany przez HTC, używane głównie na urządzeniach tego przedsiębiorstwa.

#### MIUI
MIUI (Mi User Interface), system operacyjny opracowany przez przedsiębiorstwo Xiaomi.

#### Platforma Nokia X
Platforma Nokia X opracowana przez Nokię, a następnie obsługiwana przez Microsoft. Jest to projekt, który opiera się na Androidzie. Usuwa wszystkie usługi i aplikacje Google, zastępując je aplikacjami Nokii i Microsoft.

#### LG UX
LG UX (formalnie znany jako Optimus OUI)- dotykowy interfejs opracowany przez LG, bazuje na Androidzie, używany w urządzeniach LG.

#### TouchWiz
TouchWiz opracowany przez Samsung Electronics z partnerami, z w pełni dotykowym interfejsem. Czasami błędnie zidentyfikowany jako niezależny system operacyjny. Używany w urządzeniach Samsunga.

### iOS
iOS (wcześniej znany jako iPhone OS) od Apple. Jest drugim co do popularności system operacyjnym, ale przynosi największe dochody. Jest zamkniętym systemem operacyjnym zbudowanym na podstawie darmowego Darwin. Apple wykorzystuje system ten w iPhone, iPod, iPad i w drugiej generacji Apple TV.
Według stanu na 2014 rok udział w rynku iOS to 15,4%.
Aktualna lista wersji iOS:
- iPhone OS 1.x
- iPhone OS 2.x
- iPhone OS 3.x
- iOS 4.x
- iOS 5.x
- iOS 6.x
- iOS 7.x
- iOS 8.x
- iOS 9.x
- iOS 10.x
- iOS 11.x
- iOS 12.x
- iOS 13.x
- iOS 14.x
- iOS 15.x[6]
- iOS 16.x[7]
- iOS 17.x[8]

### Windows 10 Mobile
Windows 10 Mobile (dawniej Windows Phone) od Microsoft. Jest zamkniętym systemem operacyjnym.
Aktualna lista wersji:
- Windows Phone 7
- Windows Phone 7.5
- Windows Phone 7.8
- Windows Phone 8
- Windows Phone 8.1
- Windows 10 Mobile